# Peloscolex dukei
Peloscolex dukei är en ringmaskart som beskrevs av Cook 1970. Peloscolex dukei ingår i släktet Peloscolex och familjen glattmaskar. Inga underarter finns listade i Catalogue of Life.